# Paration
Paration (português brasileiro) ou paratião (português europeu) é um pesticida agrícola, pertecente ao grupo dos organofosforados, sendo um potente inseticida e acaricida. É um líquido marrom, que afunda em contato com a água. 
Quando absorvido, sofre biotransformação, formando um metabólito ativo de nome paraoxon. Este é um inibidor da acetilcolinesterase, e causa os sintomas do envenenamento por organofosforados. O paratião é metabolizado a maloxão.
É uma das substâncias que mais causaram envenenamentos e mortes "acidentais" dentre os organofosforados.